# Pallacanestro Aurora Desio
El Pallacanestro Aurora Desio, conocido por motivos de patrocinio como Rimadesio Desio, es un equipo de baloncesto italiano que compite en la Serie B, la tercera división del baloncesto en Italia. Tiene su sede en la ciudad de Desio, en la provincia de Monza y Brianza. Disputa sus partidos en el Palazzetto Aldo Moro. Nació en sustitución del A.S. Aurora Basket Desio, que jugó varias temporadas en la Serie A1 y en la Serie A2 italianas.

## Historia
El club nace en junio de 1994, pocas semanas después de la desaparición del A.S. Aurora Basket Desio, club que llevaba en la competición desde 1964, habiendo jugado dos temporadas en la Serie A1, la máxima competición italiana, en 1987 y 1989, descendiendo en ambas ocasiones. Tras una primera temporada en la que únicamente se dedica a las categorías inferiores, al año siguiente compra los derechos del Orobica Basket Bergamo, y al siguiente los del Juvi Basket Cremona, jugando en la Serie B1.
Desde entonces se ha movido en las categorías inferiores del baloncesto italiano, jugando en la actualidad en la tercera división.